# Rotes Meer
Das Rote Meer (arabisch البحر الأحمر al-Bahr al-ahmar; hebräisch 'ים סוף Yam Suf; Tigrinya ቀይሕ ባሕሪ QeyH baHri; lateinisch Mare Rubrum, Mare Erythraeum sowie Sinus Arabicus („Arabischer Golf“), altgriechisch Ἐρυθρὰ θάλασσα Erythrà Thálassa, übertragen Erythräisches Meer, in der römischen Antike unter diesem Namen bekannt) ist ein schmales, 2240 km langes, in seinem zentralen Suakin-Trog bis 3040 m tiefes Nebenmeer des Indischen Ozeans zwischen Nordost-Afrika und der Arabischen Halbinsel. Der Rauminhalt des Meeres beträgt etwa 200.000 km³, die Oberfläche etwa 438.000 km² bei einer durchschnittlichen Wassertiefe von 538 m.

## Lage, Gliederung und angrenzende Staaten
Zum Roten Meer gehören:
- Golf von Suez (nordwestlicher Teil): Verbindung durch den Suezkanal zum Mittelmeer, angrenzender Staat: Ägypten
- Golf von Akaba (nordöstlicher Teil), angrenzende Staaten: Israel (Stadt Eilat), Jordanien (Stadt Akaba), Saudi-Arabien, Ägypten
- Bab al-Mandab: Meerenge im Süden zum Golf von Aden bzw. zum Indischen Ozean, angrenzende Staaten: Eritrea, Dschibuti, Jemen
- weiterer angrenzender Staat: Sudan

## Geologie und Ozeanographie
Das Rote Meer markiert eine geologisch hochaktive Spreizungszone mit aufquellendem Magma (analog dem Mittelatlantischen Rücken) und bewirkt dadurch das Auseinanderdriften der Afrikanischen und der Arabischen Platte seit 130 Millionen Jahren. Die Ausbildung einer Senke verdeutlichte sich „erst“ vor 38 Millionen Jahren im Eozän, setzt sich im Ostafrikanischen Graben fort und bereits vor 13 Mio. Jahren entstand die erste ozeanische Kruste, der Meeresgrund besteht heute bereits komplett aus dieser neugebildeten Kruste. Zurzeit wird das Meer jedes Jahr im Norden um 0,8 cm, im Süden um 1,6 cm breiter. Nach mehrfacher Isolierung vom Indischen Ozean, vorübergehender Verbindung mit dem Mittelmeer und sogar Austrocknung erreichte das Rote Meer seinen jetzigen Zustand erst vor knapp 5000 Jahren.
Zum Indischen Ozean, genauer gesagt zum Golf von Aden, verengt sich das ansonsten bis 360 km breite Meer bei Bab al-Mandab (arab.: „Tor der Tränen“) auf nur noch 29 km und ist mit dem Arabischen Meer verbunden, das ein Teil des Indischen Ozeans ist. Zudem liegt an dieser Enge der Meeresboden nur 130 m unter dem Wasserspiegel. Diese Schwelle behindert den Wasseraustausch enorm, was zur Folge hat, dass das Rote Meer einen ungewöhnlich hohen Salzgehalt von 4,2 %, also 42 g/l, (normal ~ 3,5 %; in der Nordsee bei Sylt 3,0 % bis 3,2 %) und relativ wenige Nährstoffe sowie einen Tidenhub von lediglich einem halben bis einem Meter aufweist. Dadurch kommt es wiederum zu vermindertem Planktonwachstum, was Taucher wegen der oft ausgezeichneten Sichtweite zu schätzen wissen, auch wegen über 2000 km Korallenriffen. Neben Korallengärten und -wänden ziehen einige berühmte Wracks die Unterwasserfreunde an.
Von gelegentlich auftretenden Wasserzuflüssen durch intermittierende Zuflüsse wie Wadis abgesehen ist es das einzige Meer, in das keine perennierenden Flüsse münden. Dies erklärt zudem die gute Sicht unter Wasser und die hohe Transparenz für UV-Strahlung, da sich im Wasser wenige Schwebstoffe befinden. An der Schwelle bei Bab al-Mandab steigt 16 °C kühles Tiefenwasser aus dem Golf von Aden auf, was eine biologische Barriere für manche Arten darstellt. Dies ist eine Erklärung, warum es im ganzen Roten Meer keine Seeschlangen gibt.

## Bauwerke
Bereits in der Antike gab es verschiedene Kanalprojekte, welche das Mittelmeer mit dem Roten Meer verbanden. Der im 19. Jahrhundert fertiggestellte Suezkanal ist die aktuelle künstliche Verbindung zwischen dem Roten Meer und dem Mittelmeer.
Der Red Sea Dam ist ein spekulativer Makro-Engineering-Vorschlag zur Absperrung und Absenkung des Roten Meers mittels eines Staudamms aus den 1960er Jahren, der 2007 von der Universität Utrecht aufgegriffen und ausgebaut wurde.

## Namensgebung
Die Namensgebung stammt wahrscheinlich aus dem althergebrachten System der Bezeichnung von Himmelsrichtungen durch Farben. Erstmals ist der Name zur Zeit des persischen Achämenidenreiches bezeugt: Für jenes iranische Volk lag dieses Meer im Süden, der durch die Farbe Rot symbolisiert wurde. Also bedeutete rotes Meer „Südsee“ (und analog das Schwarze Meer „Nordsee“). Herodot nannte dieses Meer im Zusammenhang mit dem Kanalbau des Necho II. auch den „Arabischen Meerbusen“: Für die spätere Kanalerweiterung, die in mehreren Windungen vom Isthmus bei Ismailia bis zum Ende des schmalen Meerstreifens bei Suez in den „Arabischen Busen“ führte, gab er als Distanz 1.000 Stadien an und fügte hinzu, „dass der arabische Busen das ist, was man auch das rote Meer nennt“.
Strabon referiert in seiner Geographica die Ansichten des Agatharchides zu diesem Namen:
- rote Erde auf der Ostseite des Meeres
- Berge auf der Westseite sind durch die Sonne rot verbrannt
- Rotfärbung des Meeres durch die aufgehende Sonne
- Namensgebung durch Erythras, Sohn des Perseus
- Porphyrstaub, der ins Meer gewaschen wird

Gelegentlich wird zur Namenserklärung die Blaualge Trichodesmium erythraeum mit ihrer rötlich-orangen Chlorophyll-Variante herangezogen: Während der periodisch auftretenden Algenblüten kann sie ganze Teppiche an der Wasseroberfläche ausbilden. In Reisehandbüchern wird des Öfteren über den rötlichen Schimmer von Meer und Bergketten bei Sonnenaufgang erzählt.

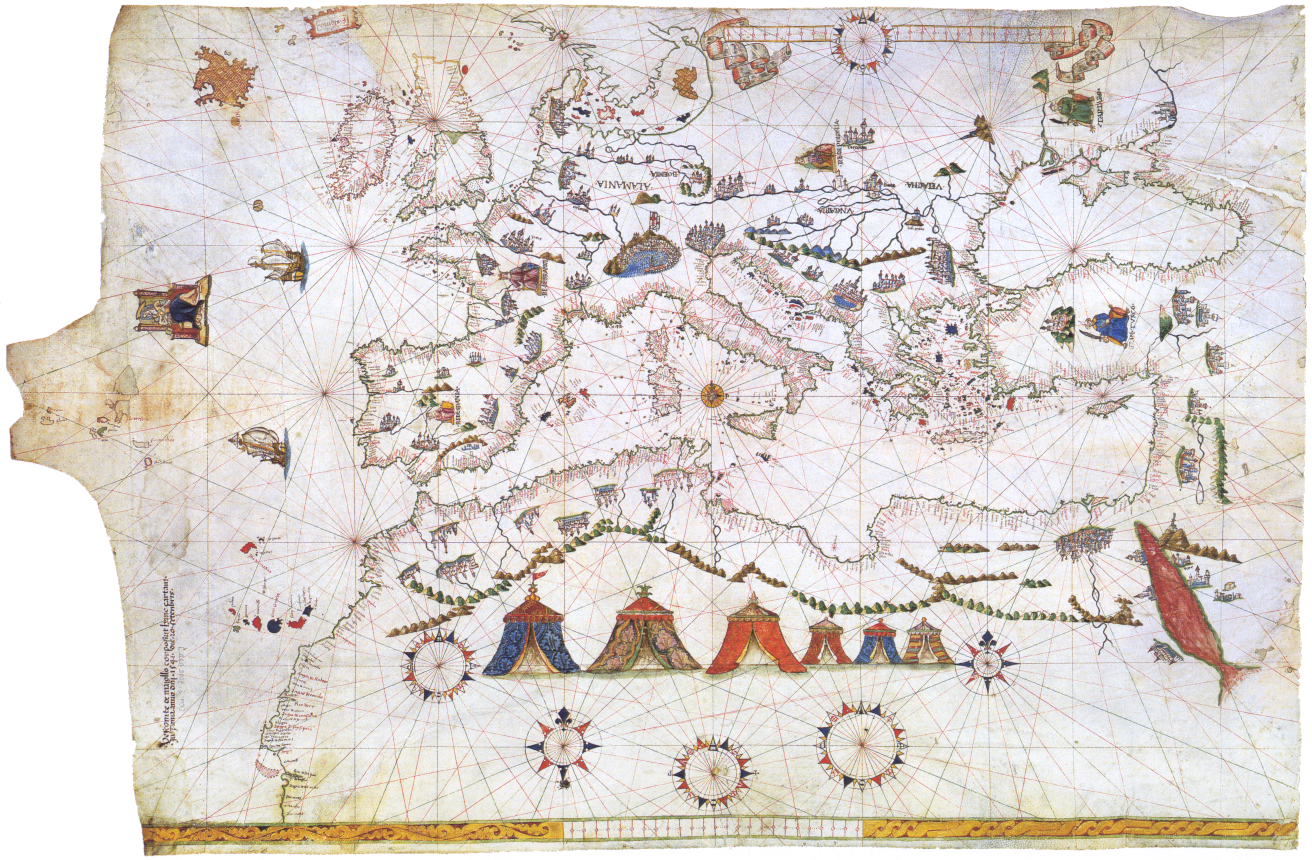
Das Rote Meer, eingefärbt auf Vesconte Maggiolos Portolankarte von 1541

Möglich auch, dass die Bezeichnung „Rotes Meer“ von einer Übersetzung aus dem Altgriechischen stammt. Die alten Griechen bezeichneten die Gebiete südlich von Oberägypten „Erythraia“ (altgriechisch ἐρυθρός erythrós, deutsch ‚rot‘), wohl wegen der Rotfärbung der dortigen Erde und des dort häufig vorkommenden roten Sandsteins. Das Erythräa vorgelagerte Meer wurde demnach das „Erythräische Meer“ genannt, ein Name, der später auf das heutige „Rote Meer“ ausgedehnt wurde. Die Römer übersetzten die Bezeichnung „erythros“ wortwörtlich mit „rot“. Das heutige Land Eritrea wurde nach der italienischen Schreibung dieses Wortes benannt.
Eine weitere Erklärung geht auf das Volk der Himyaren zurück, das in der Antike im südwest-arabischen Raum herrschte. Der Name „Himjar“ ist auf das Wort „chumr“ zurückzuführen, das mit „rot“ oder „die Roten“ übersetzt werden kann. Dementsprechend wurde aus dem „Meer der Himjaren“ das „Meer der Roten“. Im Laufe der Zeit wurde daraus „Das Rote Meer“.
Im frühen 16. Jahrhundert war es üblich, das Rote Meer auf Seekarten rot einzufärben.

## Biologische Vielfalt

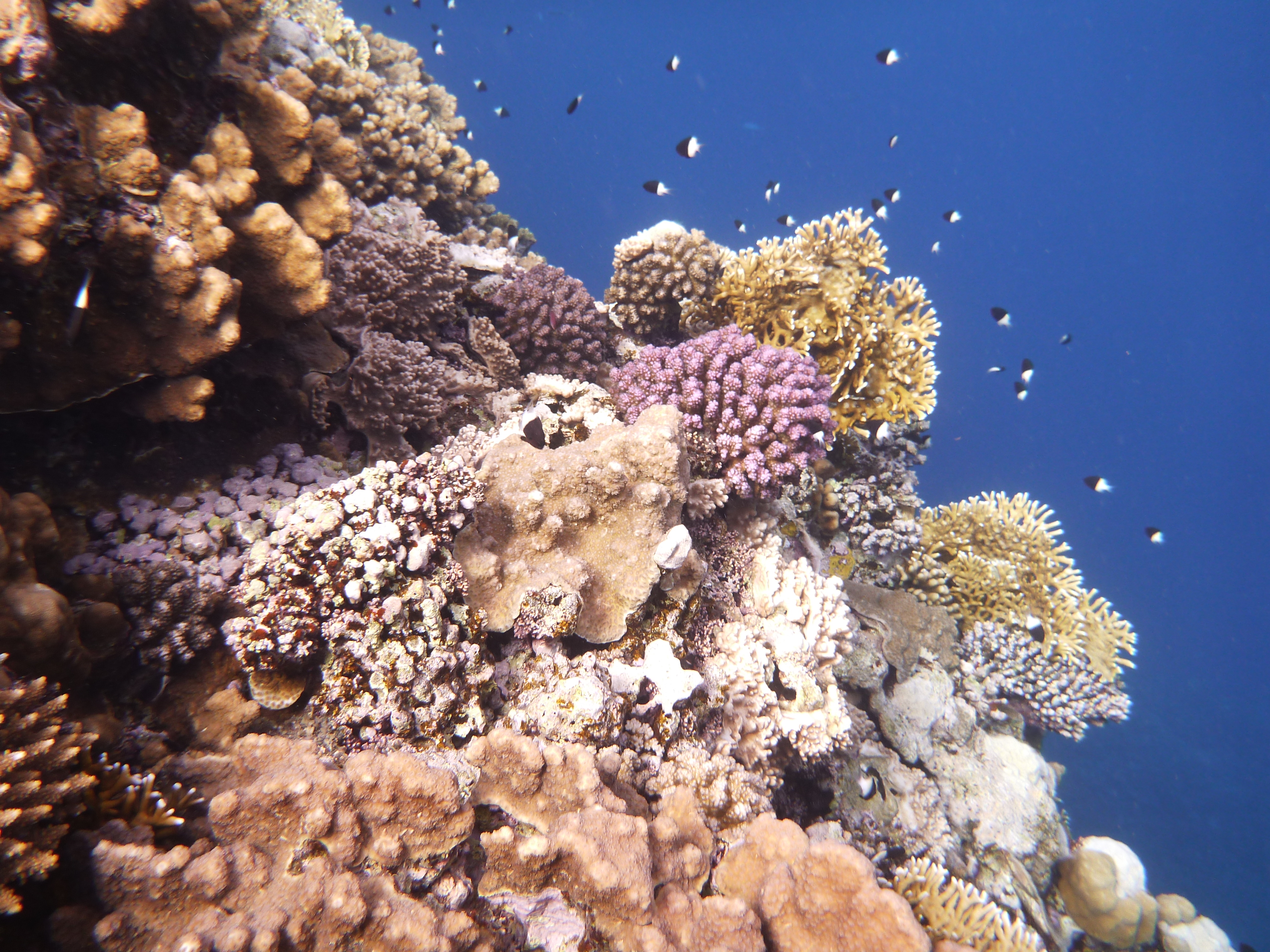
Intaktes Korallenriff nördlich von Marsa Alam

Vorherrschend sind Saumriffe nur wenige dutzend bis hunderte Meter vor der Küste oder in Inselnähe. An einigen wenigen flachen Stellen erheben sich Fleckriffe, wie im Nordosten von Hurghada, vor Safaga, südlich von Ras Ghalib (auch Marsa Ghalib, Port Ghalib) – wie das Elphinstone-Riff – und südlich von Marsa Alam. Ferner gibt es drei Riffgruppen weit vor der Küste, die von tiefem Wasser umgeben sind: nordöstlich von Al-Qusair (auch El Quseir) Ǧuzur al-Iḫwa (Al-Akhawein), südöstlich von Marsa Alam das Daedalus Riff (Abu el-Kizan) und an der Grenze zum Sudan, auf der Höhe von asch-Schalatin, St.-Johannes-Insel (Geziret Zabargad) und Rocky Island.
Auf Grund der topographischen Verbreitungsbarrieren und besonderen ökologischen Situation mit stark wechselnden Bedingungen entwickelte sich eine Spielwiese der Evolution und viele Arten kommen endemisch vor. Aber es finden sich auch fast alle Arten aus dem gesamten Indopazifik, wenngleich die Faunenzusammensetzung ungewöhnlich stark differiert. Man findet Schildkröten, seltener den Weißspitzen-Hochseehai, Weißspitzen-Riffhai, Grauen Riffhai und Manta. Die raren Walhaie kommen meist nur in relativ kleinen Exemplaren von max. 5–6 m vor. Nicht vergessen sollte man in der Aufzählung Napoleon-Lippfische, Büffelkopf-Papageifische (beide werden zuweilen verwechselt), Doktor-, Kaiser-, Rotfeuer-, Kugel- und Igelfische, Blaupunktstachelrochen, Kraken und viele mehr. Muränen, teils außerordentlich große Exemplare, sieht man vor allem Ende August bis Anfang September (vermutlich die Laichzeit) ungewöhnlicherweise auch tagsüber in freiem Wasser dahinschlängeln. Auffallend ist insgesamt die geringere Artenvielfalt im Vergleich zu tropischen Gebieten. Häufig trifft man bei Bootsfahrten, in seltenen Glücksfällen beim Schnorcheln und Tauchen auf den Großen Tümmler und den Spinner-Delfin.
Die Artenvielfalt der Vögel ist naturgemäß gering, von einigen Kulturfolgern abgesehen. Trotzdem finden sich einige ornithologisch interessante Vertreter. So lassen sich Palm- (Streptopelia senegalensis, engl. Laughing Dove) und Türkentauben (Streptopelia decaocto, engl. Collared Dove), die Große Raubseeschwalbe (Sterna caspia, engl. Caspian Tern) und die Rußseeschwalbe (Sterna fuscata, engl. Sooty Tern) sehen.
Der Küstenreiher (Egretta gularis, engl. Western Reef Heron, bis 55 cm) präsentiert sich in einer schwarzen, einer weißen und einer Mischversion, ferner sind Strandläufer (engl. Sandpiper) und Sperber (Accipiter nisus, engl. Sparrowhawk) zu beobachten. Vor allem im nördlichen Bereich des Roten Meeres können die ebenfalls raren Eisvögel (Alcedinidae, engl. Kingfisher) an der Meeresküste beim Sturzfischen gesichtet werden, während der Afrikanische Schwarzstorch (Ciconia nigra, engl. Black Stork) sich eher im südlichen Teil sehen lässt. Eine Besonderheit ist die endemische Weißaugenmöwe. Mit Glück sind Fischadler (Pandion haliaetus, bis 50 cm; rüttelt manchmal wie ein Bussard über dem Riff) mit auffallend weißer Unterseite bei der Jagd über dem Riff zu beobachten. Im Frühjahr und Herbst dient die Region dem Vogelzug.
In der Tiefsee des Roten Meeres gibt es zahlreiche Solebecken (englisch brine pools), hypersaline anoxische Umgebungen mit extremophilen Mikroorganismen. Das Fehlen von Sauerstoff schließt dagegen eine die Sedimente durchwühlende Megafauna aus. Daher bleibt in diesen Becken die ursprüngliche Erhaltung der Sedimentabfolge in der Regel ungestört erhalten. Beispiele für solche Solebecken im Roten Meer sind u. a.: Afifi Pool, Erba Deep, Atlantis II Deep, Discovery Deep, Nereus Deep, Kebrit Deep, Shaban Deep, Oceanographer Deep, und Conrad Deep im zentralen Suakin-Trog, sowie die NEOM Brine Pools im Golf von Akaba.

## Umweltschäden und -schutz
Vor Hurghada haben zum einen der Massentourismus, der sich rasant nach Süden ausbreitet, zum anderen Gewässerverschmutzung durch das Einleiten ungeklärter Abwässer, wildes Ankern und die Korallenbleiche viele Korallen irreversibel stark beschädigt oder ganz vernichtet. Es wird davon ausgegangen, dass die Zerstörung selbst in den südlichsten Teilen, an der Grenze zum Sudan, rasch voranschreiten wird. Massenhafte Tauchsafaris haben dabei einen erheblichen Anteil. Das illegale Fischen an geschützten Korallenriffen ist üblich, selbst Fleisch von Meereskühen und Haifischen wird gelegentlich in Hurghada angeboten. Die Population der Gabelschwanzseekühe scheint vor dem Zusammenbruch zu stehen.
Die HEPCA (Hurghada Environmental Protection and Conservation Association) ist eine 1992 gegründete Nichtregierungsorganisation, die sich des Schutzes des ägyptischen Meeresteils mit sämtlichen Tieren über und unter Wasser angenommen hat. Dazu gehören unter anderem die Installation von über 1000 Mooring-Bojen, um Schäden durch wildes Ankern zu vermeiden.
Am 19. Juni 2010 wurde bekannt, dass durch ein Leck an einer Ölplattform nahe Hurghada eine bisher unbestimmte Menge Öl ausgelaufen ist (offizielle Stellen sprechen von 20–40 Barrel, Umweltschützer gehen von einer weit höheren Verschmutzung aus), das nach Auskunft des verantwortlichen Ölkonzerns das Küstengebiet auf einer Länge von 160 km verschmutzte. Ein nach offiziellen Angaben etwa 20 Meilen langer Ölteppich trieb vor Hurghadas Küste. Am 25. Juni 2010 verlautbarte das ägyptische Erdölministerium, dass der Ölteppich vermutlich nicht von einem Leck an einer Bohrinsel verursacht wurde, sondern von einem Öltanker, der bei der Reinigung auf hoher See Ölrückstände verlor.
2012 wurde im Gouvernement des Roten Meeres durch die vor Ort tätige Dolphin Watch Alliance das Aufklärungsprojekt Care for Dolphin gestartet. Das Projekt führte 2013 zu einem amtlichen Verhaltenskodex für Delfinbeobachtungstouren sowie zur temporären Sperrung der vom Massentourismus bedrohten Ruheplätze der Delfine im Bereich Hurghada. 2016 wurden zwei Meeresschutzgebiete für die Delfine vor Hurghada ausgewiesen und werden seither patrouilliert.